# 奇萊主山
奇萊主山（きらいしゅさん）は台湾の花蓮県秀林郷と南投県仁愛郷の境界に位置する標高3,560mの山。

## 概要
奇萊山の「主山」だが、標高は奇萊北峰の方が高い。台湾百岳では20位であった。
名前の由来はサキザヤ族が住んでいた花蓮平原を「奇萊」と呼び、その奥地の山を「奇萊山」とした説や、日本語の「嫌い」を音写した説がある。かつては「岐萊主山」「䓫萊主山」とも表記していた。
登山の険しさや気候の変動しやすさから台湾で最も登山事故が多く、「黑色奇萊」とも呼ばれている。